# Serafim de Montegranaro
Serafim de Montegranaro (1540-1604) foi um Frade Capuchinho, canonizado pela Igreja Católica.

## Biografia
Felice Rapagnano nasceu em 1540, na cidade de Montegranaro, na Itália. Seus pais Jerónimo Rapagnano e Teodora Giovannuzzi, eram de humildes condições e também eram católicos fervorosos. Dada a pobreza da sua família, trabalhou, durante algum tempo, como criado na casa de um lavrador, que lhe encomendou a guarda dos seus rebanhos. Foi no seu trabalho com pastoreio que Felice sentiu o chamado para a Vida Religiosa. Quando Felice completou seus 18 anos, bateu na porta do Convento Capuchinho de Tolentino. Depois de enfrentar algumas dificuldades no ingresso, conseguiu entrar como Irmão Religioso, e fez seu Noviciado na cidade de Jesi. Ao fazer sua profissão Religiosa, Felice mudou seu nome para Serafim.

## Vida Religiosa
Serafim percorreu diferentes Conventos, pois o mesmo não conseguia agradar seus irmãos freis além de seus superiores, mesmo sendo conhecido por sua grande humildade e por sua boa vontade. Mesmo com certa resistencia de seus irmãos religiosos, Serafim conseguiu seguir a Vida Religiosa, e ajudava nos trabalhos e ofícios que eram dados.

## Morte e Veneração
Serafim morreu aos 64 anos de idade, no dia 12 de Outubro de 1604. A noticia de sua santidade percorria toda a Itália. Foi beatificado pelo Papa Benedito XIII em 1729, e sua canonização foi realizado pelo Papa Clemente XIII no dia 16 de Julho de 1767.